# فهرست قطعات دوچرخه

قطعات دوچرخه

برای سایر اصطلاحات مربوط به دوچرخه‌سواری (جدا از قطعات) به واژه‌نامه دوچرخه‌سواری نگاه کنید.
فهرست قطعات دوچرخه:
- محور : در تعریف عمومی، میله‌ای است که برای اتصال چرخ به دوچرخه کار می‌کند و برای توپی و بلبرینگ‌هایی که چرخ روی آن می‌چرخد را پشتیبانی می‌کند. همچنین گاهاً برای توصیف اجزای سیستم تعلیق، به عنوان مثال محور بازوی چرخشی استفاده می‌شود
- کله‌گاوی : قطعه افزودنی به انتهای فرمان‌های تخت برای افزودن جای دست‌
- درپوش فرمان : مهره‌های پلاستیکی برای بستن انتهای فرمان
- سبد : یک افزودنی اختیاری روی دوچرخه است و برای حمل اشیا استفاده می‌شود
- بلبرینگ : قطعه‌ای است که عمل چرخش را با کاهش اصطکاک راحت‌تر می‌کند
- زنگ : قطعه‌ای شنیداری برای هشدار به عابرین پیاده و سایر دوچرخه‌سواران
- تسمه : جایگزینی برای زنجیر دوچرخه
- کابل ترمز دوچرخه : کابل را ببینید
- بست قمقمه : یک نگهدارنده برای بطری آب
- توپی تنه : مجموعه بلبرینگی که رکاب‌ها و قامه‌ها به دور آن می‌چرخند. که شامل یک دوک می‌باشد که قامه‌ها و خود بلبرینگ‌های توپی به آن وصل شده‌است. یک سطح یاتاقانی روی دوک و روی هر یک از کاپ‌ها وجود دارد که به داخل تنه دوچرخه متصلند. توپی تنه ممکن است تعمیرشدنی باشد (سرویس‌شدنی) یا تعمیرنشدنی (کارتریجی). توپی تنه داخل پوسته توپی تنه قرار می‌گیرد که بخشی از تنه دوچرخه است.
- ترمز : مجموعه قطعاتی که برای کاهش سرعت یا توقف دوچرخه استفاده می‌شوند. ترمزهای لقمه‌ای و ترمزهای دیسکی با اهرم‌های ترمز که روی فرمان نصب شده‌اند کار می‌کنند. ترمز کاسه‌ای جایگزینی برای ترمزهای لقمه‌ای است اما فقط در چرخ عقب قابل‌نصب است. ترمزهای کوستر (coaster) با رکاب‌زدن به عقب کار می‌کنند
- اهرم ترمز : اهرمی برای فعال‌کردن ترمز دوچرخه
- شیفتر ترمز و دنده : ترکیب دنده و اهرم ترمز در ثک قطعه. در دوچرخه‌‌های کورسی (جاده) استفاده می‌شود.
- قطعات الحاقی : پایه‌هایی که از تنه بیرون زده تا اتصالی را ایجاد کند، معمولاً برای محفظه کابل‌ها و لوازم جانبی مشابه
- گاید کابل : اتصالی در زیر توپی تنه که کابل لخت و بدون روکش سیم را از زاویه‌ای هدایت می‌کند.
- کابل : یک کابل فلزی که بخشی از آن توسط یک محفظه فلزی و پلاستیکی محصور شده‌است که برای اتصال اهرم ترمز یا اهرم تعویض دنده به دستگاه مربوطه استفاده می‌شود.
- بلبرینگ کارتریج : نوعی از توپی تنه که تعمیرشدنی نیست و باید به موقع جایگزین شود.
- خورشیدی : مجموعه چرخ‌دنده‌های روی چرخ عقب دوچرخه‌ای که دنده عقب دارد
- ترمز کوستر یا ترمز رکاب به پشت
- زنجیر : مجموعه‌ای از پین‌ها، صفحات و غلتک‌های به‌هم‌پیوسته که نیرو را از چرخ‌دنده‌(های) جلو به چرخ‌دنده‌(های) عقب منتقل می‌کند.
- محافظ زنجیر : پوشش جعبه دنده برای کل زنجیر (گاهی اوقات حاوی روغن است) یا بخشی از آن. هر دو مورد، برای جلوگیری از کثیف‌شدن لباس توسط زنجیر طراحی شده‌است. همچنین محافظ ضربه را ببینید.
- طبق : (یکی از) حلقه‌دنده(های) جلو، متصل به یک قامه
- Chainstay : یک جفت لوله روی تنه دوچرخه که از توپی تنه تا انتهای دوشاخهٔ عقب کشیده شده‌است.
- زنجیرسفت‌کن : وسیله ای برای حفظ تنش زنجیر در دوچرخه‌های بی‌دنده
- گوشواره شانژمان: قطعه‌ای کوچک، شبیه نیم‌رخ اسب دریایی، که شانژمان را به بدنه دوچرخه وصل می‌کند.
- گیو (دوچرخه): مهره‌ای رزوه‌‌دار که بلبرینگ‌های توپی تنه را در جای خود محکم نگه می‌دارد.
- کامپیوتر دوچرخه: وسیله‌ای که با/بی‌سیم، لمسی/دکمه‌ای، رنگی/سیاه‌سفید، که به دوچرخه متصل است و اطلاعاتی مانند سرعت، شتاب، ارتفاع، مسافت، مکان و زمان را روی صفحه نمایش خود به کاربر نشان می‌دهد.
- شانژمان: قطعه‌ای که کار تعویض دنده‌های جلو یا عقب دوچرخه را انجام می‌دهد. در ایران، به شانژمان جلو، طبق‌عوض‌کن هم می‌گویند.
- لوله پایینی: ضلع پایینی مثلث تنه که در دوچرخه‌های فولادی، هنوز هم کاملاً به شکل لوله‌ است ولی در دوچرخه‌های دیگر، شکلی متفاوت دارد.
- گردگیر (دوچرخه): قطعاتی پلاستیکی که در جاهایی مانند سوپاپ باد لاستیک یا روی قامه‌ها برای جلوگیری از ورود گردوغبار به قطعه موردنظر استفاده می‌شوند.
- دینام: قطعه‌ای که حرکت رکاب‌ها را به نور تبدیل می‌کند. این قطعه در دوچرخه‌های قدیمی بیشتر کاربرد دارد.
- سامانه تعویض الکترونیکی دنده دوچرخه: مجموعه‌‌ای که کار شیفتر، کابل و شانژمان را دکمه و سیم، بصورت برقی انجام می‌دهد. در دوچرخه‌های جاده و در مسابقات شاخص کاربرد دارد.
- گلگیر: قطعه‌ای که مشابه نامش، جلوی پاشش آب و گل‌ را به قطعات حساس دوچرخه و نیز دوچرخه‌سوار را می‌گیرد.
- سوراخ‌بان: قطعه‌ای کوچک که برای بستن انتهای کابل‌های ترمز و دنده کاربرد دارد.
- دوشاخ: قطعه‌ای که بدنه دوچرخه را به چرخ جلو وصل می‌کند. می‌تواند کمک‌دار یا خشک باشد.
- بدنه دوچرخه: هسته اصلی یک دوچرخه که نقاطی برای اتصال قطعات دیگر این وسیله نقلیه دارد. از جنس‌ها گوناگون و در اشکال کاربردی تولید می‌شود.
- فری‌هاب: قطعه‌ای که در چرخ جلو و عقب است و  با کمک از فناوری چرخ جغجغه، موجب حرکت چرخ فقط در یک جهت می‌شود. در دوچرخه‌های میان‌رده هم جایگزین سیستم فری‌ویل شده است.
- ورق لچکی: قطعه‌ای که به بدنه دوچرخه‌‌های بی‌ام‌ایکس و دوچرخه‌های کوهستان وصل می‌شود تا اتصالات بدنه را تقویت کند.
- فرمان دوچرخه: قطعه‌ای که به کمک کرپی به دوشاخ متصل است و علاوه بر فرمان‌پذیری دوچرخه، محل اتصال قطعات جانبی هم هست.
- نوار فرمان: نواری که روی فرمان دوچرخه‌های جاده یا توریستی پیچیده می‌شود تا در محل قرارگیری دست کاربر، ایجاد نرمی و اصطکاک لازم کند.